# آبي مارشال
آبي مارشال (بالإنجليزية: Abby Marshall)‏ هي لاعبة شطرنج أمريكية، ولدت في 11 يونيو 1991.

## وصلات خارجية
- آبي مارشال على موقع الاتحاد الدولي للشطرنج (الإنجليزية)
- آبي مارشال على موقع مباريات الشطرنج (الإنجليزية)
- آبي مارشال على موقع 365Chess.com (الإنجليزية)
- آبي مارشال على موقع Chesstempo.com (الإنجليزية)